# توم كريستنسن (سائق سيارة سباق)
توم كريستنسن (بالدنماركية: Tom Kristensen)‏ هو سائق سيارة سباق دنماركي، ولد في 7 يوليو 1967 في هوبرو في الدنمارك.

## وصلات خارجية
- الموقع الرسمي
- توم كريستنسن على موقع Racing-Reference.info (الإنجليزية)
- توم كريستنسن على موقع DriverDB.com (الإنجليزية)
- توم كريستنسن على موقع IMDb (الإنجليزية)